# استور
اَستور (انگلیسی: Asthore) فیلم صامت به کارگردانی ویلفرد نوی محصول ۱۹۱۷ بریتانیا است.